# Isoflurano
Isoflurano, vendido sob denominação comercial Forane, dentre outras, é um anestésico geral. É utilizado para indução ou manutenção da anestesia. Devido à irritação das vias aéreas, normalmente opta-se por outra medicação que não o isoflurano. É administrado por inalação.
Os efeitos secundários incluem hipoventilação (depressão respiratória), baixa pressão arterial e batimentos cardíacos irregulares, que aumentam com a profundidade da anestesia. Os efeitos secundários mais graves podem associar-se a hipertermia maligna e a elevações raras nos níveis séricos de potássio. É contra-indicado em pacientes com antecedentes de hipertermia malígna ou naqueles susceptíveis. Não é certo se o uso em mulheres grávidas pode ou não ser prejudicial para a criança; no entanto, a sua utilização durante uma cesariana aparenta não apresentar riscos. O isoflurano é um éter halogenado.
Foi aprovado para uso médico nos Estados Unidos, em 1979. Consta na Lista de Medicamentos Essenciais da Organização Mundial de Saúde, considerados os mais eficazes e seguros para responder às necessidades de um sistema de saúde. O preço de venda no mundo em desenvolvimento varia entre 17.24 e 170.40 dólares americanos por frasco de 250 ml.